# دیرباخ
دیرباخ (به آلمانی: Dierbach) یک شهر در آلمان است که در زودلیشه واینشتراسه واقع شده‌است. دیرباخ ۵۶۴ نفر جمعیت دارد.